# Rust in Peace
A Rust in Peace a Megadeth nevű amerikai thrash metal együttes negyedik nagylemeze, amely 1990 szeptemberében jelent meg a Capitol Records kiadásában. Ez az egyetlen Megadeth-album, amelynek Mike Clink volt a producere. Ezen a lemezen szerepelt először a Megadethben Marty Friedman gitáros és Nick Menza dobos, miután Jeff Young és Chuck Behler 1989-ben távozni kényszerült a zenekarból. Az album a 23. helyet érte el a Billboard 200-as listáján, és 1994-ben platinalemez lett az Egyesült Államokban.
Kilenc felvétel hallható a lemezen, melyek dalszövege a nukleáris fegyverekről, háborúról, vallásról, vagy éppen az 51-es körzetről szólnak. Az albumról két kislemez jelent meg a Hangar 18 és a Holy Wars... The Punishment Due című dalokkal, melyek azóta az együttes élő előadásainak állandó szereplőivé váltak. Megjelenésekor a kritikusok és a rajongók is kedvezően fogadták a Rust in Peace albumot, amely a szélesebb metalrajongó közönséggel is megismertette a zenekar nevét, és később az egyik legnagyobb hatású metallemezzé vált. Az albumot 1991-ben Grammy-díjra jelölték a Best Metal Performance kategóriában, valamint a következő évben ugyanebben a kategóriában a Hangar 18 dalt. Az AllMusic „a Megadeth legjobb teljesítményeként” jellemezte a Rust in Peace-t, amely szerepel az 1001 lemez, amit hallanod kell, mielőtt meghalsz című könyvben is. A lemezt 2017-ben a Rolling Stone magazin Minden idők 100 legjobb metalalbuma listáján a 19. helyre rangsorolta.
2004-ben az album egy remixelt és remaszterelt, bónuszdalokkal kiegészített változata jelent meg. 2008-ban az eredeti kiadás hangfelvételével jelentette meg újból a Capitol Records 180 grammos bakeliten. 2010 januárjában a zenekar bejelentette, hogy a Rust in Peace megjelenésének 20. évfordulója alkalmából észak-amerikai turnét szerveznek, ahol teljes egészében előadják a nagylemezt, köztük olyan dalokat is, amiket soha korábban nem játszottak élőben, mint a Five Magics, a Poison Was the Cure és a Rust in Peace... Polaris. A Hollywood Palladiumban tartott fellépést filmre vették, és még abban az évben kiadták Rust in Peace Live címen.

## Történet
1989-ben a So Far, So Good… So What! album lemezbemutató turnéja után a dobos Chuck Behler és Jeff Young gitáros távozott a zenekarból. Az új dobos Behler technikusa, Nick Menza lett. A gitáros posztjára több ismert zenészt is meghallgattak, köztük Lee Altust (Heathen), Criss Olivát (Savatage), Jeff Waterst (Annihilator) és Dimebag Darrellt (Pantera). Dave Mustaine közülük Dimebag Darrellnek ajánlotta fel az állást, de ő csak testvérével, a dobos Vinnie Paullal együtt lett volna hajlandó beszállni. Ebbe Mustaine nem egyezett bele, mivel már Nick Menzának adta ezt a posztot. Az új lemezre szánt dalok feldemózásához Mustaine felkérte Chris Polandet, aki a Megadeth első két albumán játszott korábban. Végül hosszas keresgélés után Nick Menza mellett az ex-Cacophony gitáros, Marty Friedman csatlakozott az alapító Mustaine/Ellefson duóhoz. Ez a felállás bizonyult az együttes történetében a legstabilabbnak és legsikeresebbnek.
A Rust in Peace (magyarul: Rozsdásodjék békében!) címet Dave Mustaine egy lökhárítómatricáról vette, amit egy kocsi hátulján látott. Mustaine egy 1990-es interjúban elmondta, hogy „vezettem hazafelé Elsinore-ból... vagy az Elsinore-tótól. Éppen valakinek a seggében voltam, versenyeztünk az országúton, és megláttam ezt a matricát a lökhárítóján, aminek az volt a felirata... tudod, olyan ironikus stílusban, hogy »Egy atombomba tönkre teheti az egész napodat«, aztán a másik felén meg »Minden atomfegyver rozsdásodjék békében!«. Én meg: »Rust in Peace, ez milyen jó cím«. Aztán elkezdtem azon filózni, hogy mit is jelenthet. Most már értem egyébként, ott az a rengeteg rakétafej halomba rakva olyan helyeken, mint Seal Beach, tudod, az egészet eszi a rozsda, a kölykök meg lefújják graffitivel.”
Az újjáélesztett Megadeth 1990 márciusában kezdte meg a munkát a Rumbo stúdióban. A lemezfelvételt Mike Clink producer irányította, aki korábban a Guns N’ Roses Appetite for Destruction lemezét készítette, és a Metallica …And Justice for All albumának munkálataiban is részt vett. A Megadeth története során első alkalommal dolgoztak tisztán és józanul az együttes tagjai a stúdióban, ami sokat segített a korábbi stúdiózások során rendszeresen felmerülő problémák elkerülésében. Clink feladata az volt, hogy készre csiszolja a dalokat, aminek végeredményével Mustaine is elégedett volt. Az album keverését Max Norman végezte (a következő két Megadeth-album producere).
A lemeznyitó Holy Wars... The Punishment Due szövegét az északír konfliktus ihlette, amelyben katolikusok és protestánsok csaptak össze rendszeresen, és a dalban Mustaine egyebek mellett a vallás kérdésével foglalkozik. A brit Guitarist magazinnak adott interjújában Mustaine elmondja, hogy Észak-Írországban írta a dalt, amikor felfedezte, hogy hamisított Megadeth-pólókat árulnak, és azzal beszélték le őt az akadékoskodásról, hogy az ideiglenes Ír Köztársasági Hadsereg, az IRA számára gyűjtenek így pénzt. Mustaine-nek tetszett a dolog és tudtán kívül az Anarchy in the U.K. dal előadásával csak olajat öntött a tűzre, és a közönség soraiban zavargás tört ki. A turné hátralévő részét egy golyóálló busszal utazva fejezték be. Ez az incidens további adalékot szolgáltatott a dalhoz, ahogy a népszerű Marvel képregényhős, a Megtorló alakja is.
A Hangar 18 dal Nick Menza ötletéből született, UFO összeesküvés-elméleteket, az 51-es körzet titokzatosságát, és a 18-as hangár című film cselekményét dolgozza össze. Menza szerint, „A 18-as hangár egy katonai bázis, ahol UFO-leleteket és földönkívüli lényeket őriznek”. Mustaine megjegyezte, hogy „az ötlet alapjául a négy állam (Arizona, Új-Mexikó, Colorado és Utah) határán fekvő régió szolgál... ez egy olyan hely, ahol a katonai titkosszolgálat földönkívüli űrrepülőket és idegen létformákat tart. Nem mintha adnék valamit is ezekre a véleményekre, vagy bármilyen szóbeszédre, de Nick benne van ebben.”
Politikai, háborús és környezeti témák vonulnak végig az albumon olyan dalokkal együtt, mint a címadó Rust in Peace... Polaris, ami az interkontinentális ballisztikus rakétákról és a világra gyakorolt hatásukról szól. A címben a Polaris az UGM–27 Polaris elnevezésű rakétatípusra utal. A Take No Prisoners dalban a hadifoglyokról és arról énekel Mustaine, hogy egy háborúban nem csak az ellenséget, de saját katonáit is megöli egy hadsereg. A Dawn Patrol a globális felmelegedés és az üvegházhatású gázok környezeti hatásairól, illetve egy atomháború utáni emberi létről szól. A Five Magics Lyndon Hardy 1980-ban megjelent fantasy novelláján (Master of the Five Magics) alapszik, míg a Lucretia egy „szellemről szól, aki Mustaine padlásán lakott”. A Tornado of Souls témája a rosszul működő párkapcsolatok és a szakítás nehézsége, a Poison Was the Cure pedig Mustaine heroinfüggőségét tárgyalja.

## Borító
A lemezborítót Ed Repka tervezte, aki korábban a Peace Sells… but Who’s Buying? album borítóját készítette az együttesnek. Az albumról kiadott két kislemez borítója szintén az ő munkája. A lemezborítón a zenekar megtestesítője, Vic Rattlehead látható az 1990-es évek eleji öt világhatalom vezetőjének társaságában. A borítóképen balról jobbra: Nagy-Britannia miniszterelnöke, John Major, Japán miniszterelnöke, Kaifu Tosiki, Németország elnöke, Richard von Weizsäcker, a Szovjetunió Kommunista Pártjának főtitkára, Mihail Gorbacsov, és az Egyesült Államok elnöke, George H. W. Bush.

## Fogadtatása
A Rust in Peace 1990. szeptember 24-én jelent meg, és a Billboard 200 eladási listán a 23. helyen nyitott, ami a Megadeth addigi legjobb teljesítménye volt, Angliában pedig a 8. helyet érte el az albumlistán. Az album 1991 januárjában aranylemez lett az Egyesült Államokban, 1994 decemberében pedig elérte a platinalemez státuszt. Az albumot 1991-ben Grammy-díjra jelölték a Best Metal Performance kategóriában, valamint a következő évben ugyanebben a kategóriában a Hangar 18 dalt. Ez a kettő volt a Megadeth történetében az első Grammy-jelölés, és az egyetlen alkalom, amikor egy Megadeth-lemez két jelölést is kapott.
A Rust in Peace számos elismerő kritikát kapott az underground és a mainstream zenei újságíróktól egyaránt. Steve Huey, az AllMusic szerkesztője „a Megadeth legjobb teljesítményeként” jellemezte a lemezt. Az Entertainment Weekly kritikusa Jim Farber „brutálisan invenciózusnak” és „nihilistán szeszélyesnek” titulálta. Mike Stango a Sputnikmusictól azt írta, „nagyon sokan egyetértenek abban, hogy a Rust in Peace az egyik legjobb thrash metal lemez”. Stango továbbá a Five Magics dalról megjegyzi, hogy „két percnyi instrumentális bevezetővel kezd, amiben a zenészeknek kitűnő lehetősége nyílik, hogy megmutassák mit tudnak, mielőtt Dave Mustaine éneke berobban”. A Metal Storm szerint az album „kétségtelenül a thrash egyik megmentője volt a kilencvenes évek elején, amivel a Megadeth igazán felülmúlta önmagát”.
A MusicRadar a "Minden idők 50 legnagyobb heavy metal albuma" elnevezésű listáján a 6. helyre rangsorolta a lemezt. Az IGN a negyedik legnagyobb hatású heavy metal albumnak nevezte a Rust in Peace-t a Master of Puppets (Metallica), a Paranoid (Black Sabbath) és a The Number of the Beast (Iron Maiden) mögött. A BNR Metal Pages honlap által szervezett szavazáson a Master of Puppets albumot megelőzve választották minden idők legjobb metalalbumának a Rust in Peace-t. Az album továbbá szerepel az 1001 lemez, amit hallanod kell, mielőtt meghalsz című könyvben is.
2010-ben a Rust in Peace megjelenésének 20. évfordulója kapcsán a Rolling Stone magazin a Megadeth „legkedveltebb albumának” nevezte a nagylemezt, míg a Holy Wars... The Punishment Due dalt „klasszikusnak”. Amikor megkérdezték, hogy vajon a Rust in Peace a kedvenc Megadeth-albuma, Dave Mustaine azt válaszolta: „Tulajdonképpen igen, furcsa egy lemez számunkra. Néha fárasztó tud lenni eljátszani egy lemezt, de igazán izgalmas volt visszatérni és újra beleásni magunkat.”

## 2004-es újrakiadás
2002-ben Mustaine remaszterelte a debütáló Megadeth-albumot, a Killing Is My Business… and Business Is Good! lemezt. A pozitív fogadtatás hatására Mustaine nekilátott a Capitol Records kiadásában megjelent későbbi albumok felújításának is, a Peace Sells… but Who’s Buying?-tól kezdve a Risk albumig. A Rust in Peace újrakiadása 2004-ben jelent meg új hangzással, négy korábban kiadatlan bónusz dallal, és egy kissé más borítóval. A bónuszdalok közül a három demófelvételen Chris Poland gitározik Mustaine mellett.

## Utóélete

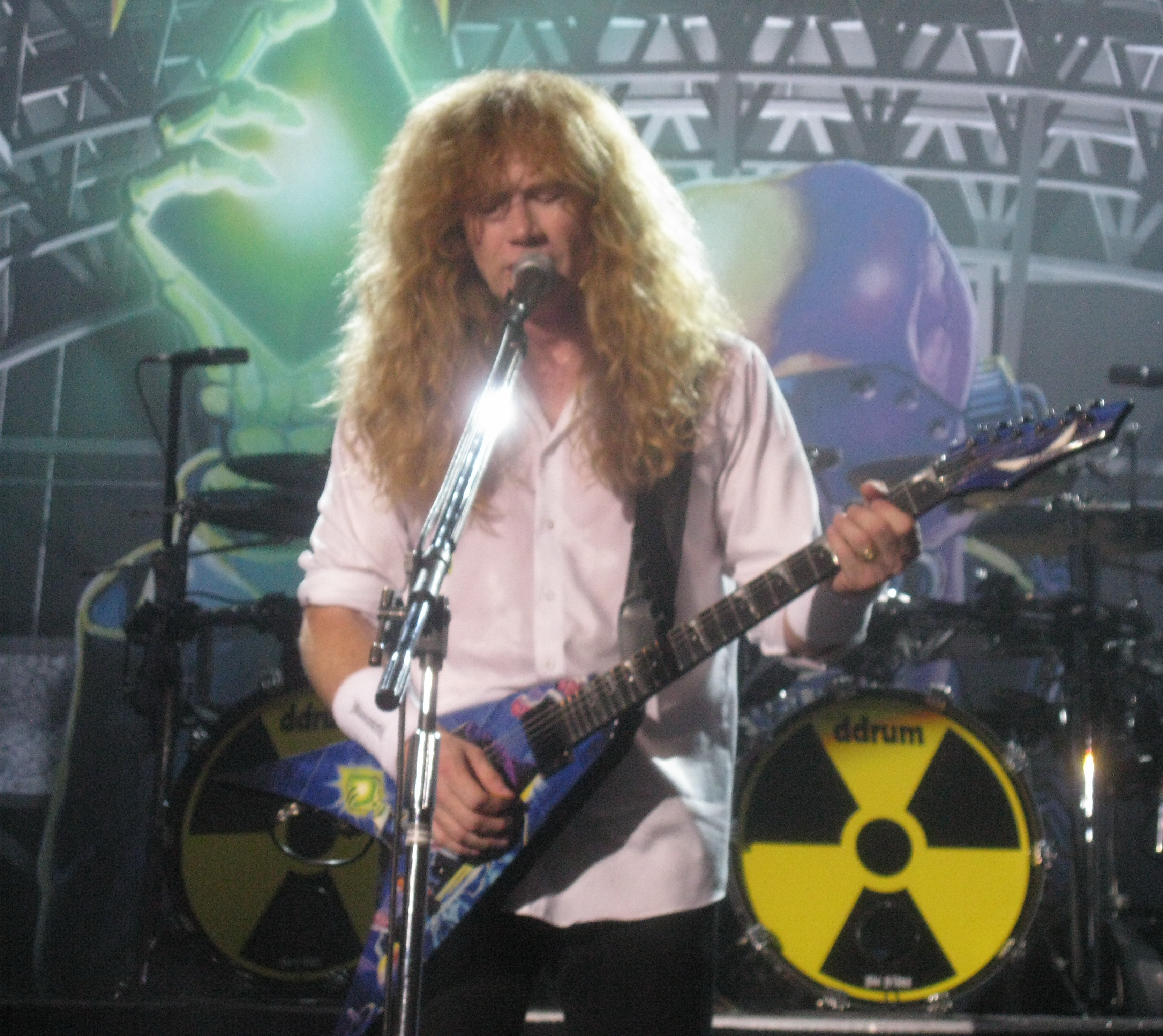
Dave Mustaine a Rust in Peace Live koncertfilmben. A Hangar 18 és a Holy Wars… dal minden koncerten elhangzik.

A Holy Wars... The Punishment Due, a Hangar 18 és a Tornado of Souls dalok közönségkedvenccé és szinte állandó szereplőivé váltak a Megadeth koncertprogramjának. 2010 elején az együttes egy észak-amerikai turnét jelentett be, amellyel a Rust in Peace album megjelenésének 20. évfordulóját kívánták megünnepelni. A turné vendégei a Testament és az Exodus voltak. A turné 2010. március 1-jétől március 31-ig tartott, 22 állomással. A zenekar minden koncerten előadta az album összes dalát a lemezen hallható sorrendben. A turné első koncertje volt egyben az első alkalom, hogy valaha élőben eljátszották a Five Magics, a Poison Was the Cure és a Rust In Peace... Polaris dalokat. A lelkes fogadtatásnak köszönhetően a zenekar bejelentette, hogy az elkövetkező dél- és közép-amerikai koncerteken is előadják a teljes albumot. Ezzel egy időben a korábbi basszusgitáros és alapító tag Dave Ellefson, aki 2002-ben elhagyta az együttest, nem sokkal a turné megkezdése előtt visszatért a zenekarba, ami még tovább fokozta az érdeklődést. A Classic Rock magazinnak adott egyik interjújában Ellefson elmondta, hogy Shawn Drover, a Megadeth dobosa vette fel vele a kapcsolatot, és közölte, hogy az akkori basszusgitáros James Lomenzo elhagyja a zenekart, és hogy „ha valaha volt esély arra, hogy te és Dave leüljetek beszélni egymással, akkor az most jött el”.
2010-ben a Shout! Factory megjelentette a Hollywood Palladiumban adott egyik jubileumi koncert felvételét. A Rust in Peace Live elnevezésű koncertfilm a 2002-es Rude Awakening óta az első Megadeth-kiadvány volt, amelyen Dave Ellefson közreműködött. A koncertfelvétel 2010. szeptember 7-én jelent meg Blu-ray, DVD, és CD formátumban. A koncertalbum a 161. helyen nyitott a Billboard 200-as lemezeladási listán, míg a koncertvideó második lett a Billboard DVD-listáján.
A Rust in Peace album teljes egészében megvásárolható volt letölthető formában a Rock Band zenés videójáték részeként. Egészen addig a Peace Sells kivételével egyetlen Megadeth-dal sem szerepelt ebben a videójátékban. A Steve Ouimette által készített Holy Wars-feldolgozás a Rock Revolutionben volt hallható. A Holy Wars szerepelt még a Guitar Hero Warriors of Rock című részében, a Hangar 18 pedig a Guitar Hero II-ben, illetve letölthető tartalomként a Guitar Hero 5-ben. Mindkét dalt a sorozat legkomplikáltabbjai közé számítják.
A Hangar 18 dal folytatása Return to Hangar címmel a Megadeth kilencedik albumára, a The World Needs a Hero lemezre került fel. A dal ott fejeződik be, ahol a Hangar 18 kezdődik, amikor az 51-es körzetben őrzött idegen létformák újra életre kelnek, és mielőtt megszöknének, legyilkolnak mindenkit az épületben. A That One Night: Live in Buenos Aires koncert DVD-n a Hangar 18-t és a Return to Hangar-t közvetlenül egymás után játsszák el. A The Big 4 – Live from Sofia, Bulgaria koncertfilmen a Megadeth előadása a Holy Wars/Hangar 18 kettőssel kezdődik. Marty Friedman gitáros, aki részt vett a Rust in Peace album felvételeiben, 2008-ban a Tornado of Souls című dalt dolgozta fel saját szólólemezén (Future Addict). A Primitivity nevű Megadeth tribute zenekar a Hangar 18 egy instrumentális változatát tette fel 2010-es, Primitivity Plays Megadeth for Cello című debütáló albumára. A DeadXheaD nevű orosz thrash metal együttes ugyanezt a számot dolgozta fel 2006-os bemutatkozó lemezén (Regressive by Default). Az 1999-ben megjelent Megaded - A Tribute To Megadeth című Megadeth tribute albumra a Hangar 18-t a Fairlight együttes, míg a Holy Wars-t a Mind-Ashes játszotta fel. Mindkét dal felkerült a 2005-ös Greatest Hits: Back to the Start válogatásalbumra is, melynek számlistáját a rajongók szavazatai alapján állították össze.

## Az album dalai
Az összes szám szerzője Dave Mustaine, kivéve a jelzett helyeken. 
| 1. | Holy Wars... The Punishment Due               | 6:32 |
| 2. | Hangar 18                                     | 5:14 |
| 3. | Take No Prisoners                             | 3:26 |
| 4. | Five Magics                                   | 5:40 |
| 5. | Poison Was the Cure                           | 2:56 |
| 6. | Lucretia (zene: Mustaine, Dave Ellefson)      | 3:56 |
| 7. | Tornado of Souls (szöveg: Mustaine, Ellefson) | 5:19 |
| 8. | Dawn Patrol (zene: Ellefson)                  | 1:51 |
| 9. | Rust in Peace... Polaris                      | 5:44 |

| 10. | My Creation (zene: Mustaine, Nick Menza) | 1:36 |
| 11. | Rust in Peace... Polaris (demo)          | 5:25 |
| 12. | Holy Wars... The Punishment Due (demo)   | 6:16 |
| 13. | Take No Prisoners (demo)                 | 3:23 |

## Közreműködők
- Dave Mustaine – ének, szóló- és ritmusgitár
- Marty Friedman – ritmus- és szólógitár
- David Ellefson – basszusgitár, háttérvokál
- Nick Menza – dobok, háttérvokál

## Listás helyezések
| Ország                                       | Helyezés |
| -------------------------------------------- | -------- |
| Ausztrália (ARIA Top 50 Albums)              | 47       |
| Egyesült Királyság (UK Albums Chart)         | 8        |
| Hollandia (Dutch Charts Album Top 100)       | 72       |
| Németország (Media Control Top 100 Album)    | 21       |
| Svájc (Schweizer Hitparade Top 100 Albums)   | 29       |
| Svédország (Sverigetopplistan Top 60 Albums) | 34       |
| Új-Zéland (Recorded Music NZ Top 40 Albums)  | 35       |
| USA Billboard 200                            | 23       |

| Év   | Kislemez                      | GBR | IRE |
| ---- | ----------------------------- | --- | --- |
| 1990 | Hangar 18                     | 26  | 25  |
| 1991 | Holy Wars… The Punishment Due | 24  | 12  |

## Fordítás
Ez a szócikk részben vagy egészben  a   Rust in Peace című angol Wikipédia-szócikk ezen változatának fordításán alapul.  Az eredeti cikk szerkesztőit annak laptörténete sorolja fel. Ez a jelzés csupán a megfogalmazás eredetét és a szerzői jogokat jelzi, nem szolgál a cikkben szereplő információk forrásmegjelöléseként.